# Aeroportul Robinhood
Aeroportul Robinhood (IATA: ROH, ICAO: YROB) este un aeroport din Queensland, Australia.
Situat la o altitudine de 463 m, aeroportul dispune de o singură pistă.